# Stenocercus variabilis
Stenocercus variabilis är en ödleart som beskrevs av  George Albert Boulenger 1901. Stenocercus variabilis ingår i släktet Stenocercus och familjen Tropiduridae. Inga underarter finns listade i Catalogue of Life.